# Copa América de 2024 – Grupo A
O Grupo A da Copa América de 2024 foi um dos quatro grupos do principal torneio de futebol para seleções masculinas que representam países da América do Sul organizado pela CONMEBOL. O torneio também incluiu equipes convidadas da região da CONCACAF, que compreende a América do Norte, Central e Caribe, que se classificaram através da Liga das Nações da CONCACAF de 2023–24.

## Formato
O grupo foi formado pelos atuais campeões mundiais Argentina, Peru e Chile, todos os três da CONMEBOL, e Canadá da CONCACAF. O sorteio dos grupos foi realizado no dia 7 de dezembro de 2023, com a Argentina sendo previamente colocada no grupo como cabeça. As partidas do Grupo A, que incluía a partida de abertura do torneio entre Argentina e Canadá, aconteceram de 20 a 29 de junho em seis locais em seis cidades dos Estados Unidos.
As duas melhores equipes, após um round-robin de três partidas por equipe, avançaram para as quartas de final.

## Classificação
| Pos | Equipe    | Pts | J | V | E | D | GP | GC | SG | Classificado     |
| --- | --------- | --- | - | - | - | - | -- | -- | -- | ---------------- |
| 1   | Argentina | 9   | 3 | 3 | 0 | 0 | 5  | 0  | +5 | Quartas de final |
| 2   | Canadá    | 4   | 3 | 1 | 1 | 1 | 1  | 2  | −1 | Quartas de final |
| 3   | Chile     | 2   | 3 | 0 | 2 | 1 | 0  | 1  | −1 | Eliminado        |
| 4   | Peru      | 1   | 3 | 0 | 1 | 2 | 0  | 3  | −3 | Eliminado        |

Nas quartas de final:
- O primeiro colocado do Grupo A avançam para enfrentar o vice-colocado do Grupo B.
- O vice-colocado do Grupo A avançam para enfrentar o primeiro colocado do Grupo B.

## Partidas

### Argentina x Canadá
| 20 de junho   | Argentina                      | 2 – 0             | Canadá | Mercedes-Benz Stadium, Atlanta                |
| 20:00 (UTC−4) | Álvarez 49' · La. Martínez 88' | CONMEBOL CONCACAF |        | Público: 70 564 Árbitro: VEN Jesús Valenzuela |

| '' | Argentina | Canadá | '' |

| GK             | 23 | Emiliano Martínez   |       |     |
| RB             | 26 | Nahuel Molina       |       | 89' |
| CB             | 13 | Cristian Romero     |       |     |
| CB             | 25 | Lisandro Martínez   |       |     |
| LB             | 8  | Marcos Acuña        |       | 89' |
| RM             | 11 | Ángel Di María      |       | 68' |
| CM             | 7  | Rodrigo de Paul     | 61'   |     |
| CM             | 5  | Leandro Paredes     |       | 77' |
| LM             | 20 | Alexis Mac Allister |       |     |
| CF             | 10 | Lionel Messi        |       |     |
| CF             | 9  | Julián Álvarez      |       | 76' |
| Substituições: |    |                     |       |     |
| MF             | 16 | Giovani Lo Celso    | 90+1' | 68' |
| FW             | 22 | Lautaro Martínez    |       | 76' |
| DF             | 19 | Nicolás Otamendi    |       | 77' |
| DF             | 3  | Nicolás Tagliafico  |       | 89' |
| DF             | 4  | Gonzalo Montiel     |       | 89' |
| Treinador:     |    |                     |       |     |
| Lionel Scaloni |    |                     |       |     |

| GK             | 16 | Maxime Crépeau     |       |     |
| RB             | 2  | Alistair Johnston  |       |     |
| CB             | 15 | Moïse Bombito      |       |     |
| CB             | 13 | Derek Cornelius    | 90+5' |     |
| LB             | 19 | Alphonso Davies    |       |     |
| RM             | 17 | Tajon Buchanan     |       | 59' |
| CM             | 8  | Ismaël Koné        | 81'   | 85' |
| CM             | 7  | Stephen Eustáquio  |       |     |
| LM             | 23 | Liam Millar        |       | 85' |
| CF             | 10 | Jonathan David     |       | 80' |
| CF             | 9  | Cyle Larin         |       |     |
| Substituições: |    |                    |       |     |
| FW             | 14 | Jacob Shaffelburg  |       | 59' |
| DF             | 22 | Richie Laryea      |       | 80' |
| MF             | 21 | Jonathan Osorio    |       | 85' |
| FW             | 12 | Jacen Russell-Rowe |       | 85' |
| Treinador:     |    |                    |       |     |
| Jesse Marsch   |    |                    |       |     |

| Homem do Jogo: Julián Álvarez Bandeirinhas: Jorge Urrego Lubin Torrealba Quarto árbitro: Iván Barton Quinto árbitro: David Morán Árbitro assistente de vídeo: Leodán González Árbitros assistentes de árbitro de vídeo: Richard Trinidad |

### Peru x Chile
| 21 de junho   | Peru | 0 – 0             | Chile | AT&T Stadium, Arlington                             |
| 19:00 (UTC−5) |      | CONMEBOL CONCACAF |       | Público: 43 030 Árbitro: BRA Wilton Pereira Sampaio |

| '' | Peru | Chile | '' |

| GK             | 1  | Pedro Gallese     |     |     |
| CB             | 15 | Miguel Araujo     |     |     |
| CB             | 5  | Carlos Zambrano   | 18' |     |
| CB             | 22 | Alexander Callens |     | 84' |
| DM             | 16 | Wilder Cartagena  |     |     |
| CM             | 8  | Sergio Peña       |     |     |
| CM             | 23 | Piero Quispe      |     | 71' |
| RW             | 7  | Andy Polo         |     | 84' |
| LW             | 17 | Luis Advíncula    |     | 35' |
| CF             | 14 | Gianluca Lapadula |     |     |
| CF             | 20 | Edison Flores     |     | 71' |
| Substituições: |    |                   |     |     |
| DF             | 6  | Marcos López      |     | 35' |
| FW             | 25 | Joao Grimaldo     |     | 71' |
| FW             | 9  | Paolo Guerrero    |     | 71' |
| DF             | 19 | Oliver Sonne      |     | 84' |
| DF             | 2  | Luis Abram        |     | 84' |
| Treinador:     |    |                   |     |     |
| Jorge Fossati  |    |                   |     |     |

| GK             | 1  | Claudio Bravo      |     |     |
| RB             | 4  | Mauricio Isla      |     |     |
| CB             | 16 | Igor Lichnovsky    |     |     |
| CB             | 5  | Paulo Díaz         |     |     |
| LB             | 2  | Gabriel Suazo      |     |     |
| CM             | 7  | Marcelino Núñez    |     | 85' |
| CM             | 13 | Erick Pulgar       | 22' |     |
| RW             | 9  | Víctor Dávila      | 47' | 65' |
| AM             | 10 | Alexis Sánchez     | 79' |     |
| LW             | 15 | Diego Valdés       |     | 46' |
| CF             | 11 | Eduardo Vargas     |     | 65' |
| Substituições: |    |                    |     |     |
| FW             | 8  | Darío Osorio       |     | 46' |
| FW             | 19 | Marcos Bolados     |     | 65' |
| FW             | 22 | Ben Brereton       |     | 65' |
| MF             | 18 | Rodrigo Echeverría |     | 85' |
| Treinador:     |    |                    |     |     |
| Ricardo Gareca |    |                    |     |     |

| Homem do Jogo: Alexis Sánchez Bandeirinhas: Bruno Pires Bruno Boschilia Quarto árbitro: Edina Alves Quinto árbitro: Neuza Back Árbitro assistente de vídeo: Rodolpho Toski Árbitros assistentes de árbitro de vídeo: Daniel Nobre |

### Peru x Canadá
| 25 de junho   | Peru | 0 – 1             | Canadá    | Children's Mercy Park, Kansas City         |
| 17:00 (UTC−5) |      | CONMEBOL CONCACAF | David 74' | Público: 15 625 Árbitro: GUA Mario Escobar |

| '' | Peru | Canadá | '' |

| GK             | 1  | Pedro Gallese       |    |     |
| CB             | 15 | Miguel Araujo       | 0' |     |
| CB             | 5  | Carlos Zambrano     |    | 78' |
| CB             | 22 | Alexander Callens   |    |     |
| DM             | 16 | Wilder Cartagena    |    |     |
| CM             | 8  | Sergio Peña         |    | 79' |
| CM             | 23 | Piero Quispe        |    | 62' |
| RW             | 7  | Andy Polo           |    |     |
| LW             | 6  | Marcos López        |    |     |
| CF             | 14 | Gianluca Lapadula   |    | 70' |
| CF             | 20 | Edison Flores       |    | 62' |
| Substituições: |    |                     |    |     |
| DF             | 4  | Anderson Santamaría |    | 62' |
| FW             | 11 | Bryan Reyna         |    | 62' |
| FW             | 9  | Paolo Guerrero      |    | 70' |
| MF             | 10 | Christian Cueva     |    | 78' |
| FW             | 19 | André Carrillo      |    | 79' |
| Treinador:     |    |                     |    |     |
| Jorge Fossati  |    |                     |    |     |

| GK             | 16 | Maxime Crépeau    |     |     |
| CB             | 2  | Alistair Johnston |     |     |
| CB             | 15 | Moïse Bombito     |     |     |
| CB             | 13 | Derek Cornelius   |     | 46' |
| RM             | 22 | Richie Laryea     | 20' | 66' |
| CM             | 8  | Ismaël Koné       |     | 46' |
| CM             | 7  | Stephen Eustáquio |     |     |
| LM             | 19 | Alphonso Davies   |     |     |
| RF             | 10 | Jonathan David    |     |     |
| CF             | 9  | Cyle Larin        |     | 82' |
| LF             | 23 | Liam Millar       |     | 46' |
| Substituições: |    |                   |     |     |
| DF             | 4  | Kamal Miller      |     | 46' |
| FW             | 14 | Jacob Shaffelburg |     | 46' |
| MF             | 21 | Jonathan Osorio   |     | 46' |
| FW             | 17 | Tajon Buchanan    |     | 66' |
| FW             | 25 | Tani Oluwaseyi    |     | 82' |
| Treinador:     |    |                   |     |     |
| Jesse Marsch   |    |                   |     |     |

| Homem do Jogo: Jonathan David Bandeirinhas: Luis Ventura Humberto Panjoj Quarto árbitro: Augusto Aragon Quinto árbitro: Ricardo Baren Árbitro assistente de vídeo: Juan Soto Árbitros assistentes de árbitro de vídeo: Gery Vargas |

### Chile x Argentina
| 25 de junho   | Chile | 0 – 1             | Argentina        | MetLife Stadium, Nova Jérsei                |
| 21:00 (UTC−4) |       | CONMEBOL CONCACAF | La. Martínez 88' | Público: 81 106 Árbitro: URU Andrés Matonte |

| '' | Chile | Argentina | '' |

| GK             | 1  | Claudio Bravo      |     |     |
| RB             | 2  | Gabriel Suazo      | 55' |     |
| CB             | 5  | Paulo Díaz         |     |     |
| CB             | 16 | Igor Lichnovsky    |     |     |
| LB             | 4  | Mauricio Isla      | 82' | 88' |
| CM             | 13 | Erick Pulgar       |     | 76' |
| CM             | 18 | Rodrigo Echeverría |     |     |
| RW             | 8  | Darío Osorio       |     |     |
| AM             | 10 | Alexis Sánchez     |     | 66' |
| LW             | 9  | Víctor Dávila      |     |     |
| CF             | 11 | Eduardo Vargas     |     | 88' |
| Substituições: |    |                    |     |     |
| FW             | 19 | Marcos Bolados     |     | 66' |
| MF             | 7  | Marcelino Núñez    |     | 76' |
| DF             | 26 | Nicolás Fernández  |     | 88' |
| FW             | 22 | Ben Brereton       |     | 88' |
| Treinador:     |    |                    |     |     |
| Ricardo Gareca |    |                    |     |     |

| GK             | 23 | Emiliano Martínez   |  |     |
| RB             | 26 | Nahuel Molina       |  | 83' |
| CB             | 13 | Cristian Romero     |  |     |
| CB             | 25 | Lisandro Martínez   |  |     |
| LB             | 3  | Nicolás Tagliafico  |  | 83' |
| RM             | 7  | Rodrigo de Paul     |  |     |
| CM             | 20 | Alexis Mac Allister |  |     |
| CM             | 24 | Enzo Fernández      |  | 64' |
| LM             | 15 | Nicolás González    |  | 73' |
| CF             | 10 | Lionel Messi        |  |     |
| CF             | 9  | Julián Álvarez      |  | 73' |
| Substituições: |    |                     |  |     |
| MF             | 16 | Giovani Lo Celso    |  | 64' |
| FW             | 11 | Ángel Di María      |  | 73' |
| FW             | 22 | Lautaro Martínez    |  | 73' |
| DF             | 8  | Marcos Acuña        |  | 83' |
| DF             | 4  | Gonzalo Montiel     |  | 83' |
| Treinador:     |    |                     |  |     |
| Lionel Scaloni |    |                     |  |     |

| Homem do Jogo: Claudio Bravo Bandeirinhas: Nicolás Taran Carlos Barreiro Quarto árbitro: Gustavo Tejera Quinto árbitro: Pablo Llarena Árbitro assistente de vídeo: Carlos Obre Árbitros assistentes de árbitro de vídeo: Cristhian Lescano |

### Argentina x Peru
| 29 de junho   | Argentina             | 2 – 0             | Peru | Hard Rock Stadium, Miami Gardens         |
| 20:00 (UTC−4) | La. Martínez 47', 86' | CONMEBOL CONCACAF |      | Público: 64 972 Árbitro: MEX César Ramos |

| '' | Argentina | Peru | '' |

| GK             | 23 | Emiliano Martínez     |     |     |
| RB             | 4  | Gonzalo Montiel       |     |     |
| CB             | 6  | Germán Pezzella       |     | 86' |
| CB             | 19 | Nicolás Otamendi      |     |     |
| LB             | 3  | Nicolás Tagliafico    |     |     |
| DM             | 5  | Leandro Paredes       | 68' | 77' |
| CM             | 16 | Giovani Lo Celso      |     | 66' |
| CM             | 14 | Exequiel Palacios     |     |     |
| RF             | 11 | Ángel Di María        |     | 77' |
| CF             | 22 | Lautaro Martínez      |     |     |
| LF             | 17 | Alejandro Garnacho    |     | 66' |
| Substituições: |    |                       |     |     |
| MF             | 24 | Enzo Fernández        |     | 66' |
| FW             | 15 | Nicolás González      |     | 66' |
| FW             | 21 | Valentín Carboni      |     | 77' |
| MF             | 18 | Guido Rodríguez       |     | 77' |
| DF             | 2  | Lucas Martínez Quarta |     | 86' |
| Treinador:     |    |                       |     |     |
| Lionel Scaloni |    |                       |     |     |

| GK             | 1  | Pedro Gallese     |       |     |
| CB             | 3  | Aldo Corzo        |       |     |
| CB             | 5  | Carlos Zambrano   |       |     |
| CB             | 22 | Alexander Callens |       |     |
| RM             | 19 | Oliver Sonne      |       |     |
| CM             | 16 | Wilder Cartagena  | 36'   | 46' |
| CM             | 8  | Sergio Peña       | 88'   |     |
| LM             | 6  | Marcos López      |       | 78' |
| AM             | 20 | Edison Flores     | 53'   | 56' |
| AM             | 11 | Bryan Reyna       |       | 63' |
| CF             | 9  | Paolo Guerrero    | 28'   | 56' |
| Substituições: |    |                   |       |     |
| MF             | 13 | Jesús Castillo    |       | 46' |
| FW             | 14 | Gianluca Lapadula |       | 56' |
| FW             | 24 | José Rivera       |       | 56' |
| FW             | 26 | Franco Zanelatto  |       | 63' |
| MF             | 10 | Christian Cueva   | 90+4' | 78' |
| Treinador:     |    |                   |       |     |
| Jorge Fossati  |    |                   |       |     |

| Homem do Jogo: Lautaro Martínez Bandeirinhas: Alberto Morín Marco Bisguerra Quarto árbitro: Alexis Herrera Quinto árbitro: Lubin Torrealba Árbitro assistente de vídeo: Guillermo Pacheco Árbitros assistentes de árbitro de vídeo: Erik Miranda |

### Canadá x Chile
| 29 de junho   | Canadá | 0 – 0             | Chile | Inter&Co Stadium, Orlando                  |
| 20:00 (UTC−4) |        | CONMEBOL CONCACAF |       | Público: 24 481 Árbitro: COL Wilmar Roldán |

| '' | Canadá | Chile | '' |

| GK             | 16 | Maxime Crépeau    |     |       |
| RB             | 2  | Alistair Johnston | 57' |       |
| CB             | 15 | Moïse Bombito     | 7'  |       |
| CB             | 13 | Derek Cornelius   |     |       |
| LB             | 19 | Alphonso Davies   | 42' |       |
| CM             | 21 | Jonathan Osorio   |     |       |
| CM             | 7  | Stephen Eustáquio |     |       |
| RW             | 22 | Richie Laryea     |     | 76'   |
| AM             | 10 | Jonathan David    |     | 90+4' |
| LW             | 14 | Jacob Shaffelburg |     | 66'   |
| CF             | 9  | Cyle Larin        |     | 76'   |
| Substituições: |    |                   |     |       |
| FW             | 13 | Liam Millar       | 66' | 66'   |
| FW             | 17 | Tajon Buchanan    |     | 76'   |
| FW             | 25 | Tani Oluwaseyi    | 79' | 76'   |
| DF             | 4  | Kamal Miller      |     | 90+4' |
| Treinador:     |    |                   |     |       |
| Jesse Marsch   |    |                   |     |       |

| GK             | 12 | Gabriel Arias      |          |     |
| RB             | 4  | Mauricio Isla      |          |     |
| CB             | 16 | Igor Lichnovsky    |          |     |
| CB             | 3  | Guillermo Maripán  |          |     |
| LB             | 2  | Gabriel Suazo      | 12', 27' |     |
| CM             | 7  | Marcelino Núñez    |          | 46' |
| CM             | 18 | Rodrigo Echeverría |          | 82' |
| RW             | 8  | Darío Osorio       |          | 30' |
| AM             | 10 | Alexis Sánchez     |          |     |
| LW             | 9  | Víctor Dávila      |          | 77' |
| CF             | 11 | Eduardo Vargas     |          | 46' |
| Substituições: |    |                    |          |     |
| DF             | 6  | Thomas Galdames    |          | 30' |
| MF             | 13 | Erick Pulgar       |          | 46' |
| FW             | 19 | Marcos Bolados     |          | 46' |
| FW             | 21 | Ben Brereton       |          | 77' |
| MF             | 24 | César Pérez        |          | 82' |
| Treinador:     |    |                    |          |     |
| Ricardo Gareca |    |                    |          |     |

| Homem do Jogo: Alexis Sánchez Bandeirinhas: Alexander Guzmán Jhon León Quarto árbitro: Jhon OspinA Quinto árbitro: Corey Parker Árbitro assistente de vídeo: Armando Villarreal Árbitros assistentes de árbitro de vídeo: Yadir Acuña |

## Disciplina
Os pontos de fair play serão usados como desempate se o confronto direto e os registros gerais das equipes estiverem empatados (e se a disputa de pênaltis não for aplicável como desempate). Estes são calculados com base nos cartões amarelos e vermelhos recebidos em todas as partidas do grupo da seguinte forma:
- cartão amarelo = 1 ponto
- cartão vermelho como resultado de dois cartões amarelos = 3 pontos
- cartão vermelho direto = 3 pontos
- cartão amarelo seguido de cartão vermelho direto = 4 pontos

Apenas uma das deduções acima será aplicada a um jogador em uma única partida.
| Team      | Rodada 1                      | Rodada 1                          | Rodada 1 | Rodada 1             | Rodada 2                      | Rodada 2                          | Rodada 2 | Rodada 2             | Rodada 3                      | Rodada 3                          | Rodada 3 | Rodada 3             | Pontos |
| Team      | Penalizado com cartão amarelo | Penalizado · Penalizado · Expulso | Expulso  | Penalizado · Expulso | Penalizado com cartão amarelo | Penalizado · Penalizado · Expulso | Expulso  | Penalizado · Expulso | Penalizado com cartão amarelo | Penalizado · Penalizado · Expulso | Expulso  | Penalizado · Expulso | Pontos |
| --------- | ----------------------------- | --------------------------------- | -------- | -------------------- | ----------------------------- | --------------------------------- | -------- | -------------------- | ----------------------------- | --------------------------------- | -------- | -------------------- | ------ |
| Argentina | 2                             |                                   |          |                      |                               |                                   |          |                      | 1                             |                                   |          |                      | −3     |
| Canadá    | 2                             |                                   |          |                      | 1                             |                                   |          |                      | 5                             |                                   |          |                      | −8     |
| Peru      | 1                             |                                   |          |                      |                               |                                   | 1        |                      | 5                             |                                   |          |                      | −9     |
| Chile     | 3                             |                                   |          |                      | 2                             |                                   |          |                      | 1                             | 2                                 |          |                      | −10    |